# Български книжовен език
Български книжовен език, а също и български литературен език се нарича кодифицираният вариант на общата езикова система на българския език, която е съвкупност едновременно от литературния език, но и от териториалните български диалекти, професионални говори, просторечие, жаргон и т.н.
Българският книжовен език се преподава в училищата, той се използва в деловата сфера, в официалните случаи, но той има стилово многообразие, което позволява да бъде употребяван във всички сфери на езиково общуване. Неговата употреба е също така препоръчителна в медиите. Български книжовен език се преподава и на чужденците, изучаващи български.

## История на българския книжовен език
Старобългарският книжовен език е създаден от братята Константин (Кирил) и Методий през 9 век. На него е създадена религиозна, художествена и друга познавателна литература. Този език е обслужвал и административния живот на Първата българска държава. Заради основното си предназначение обаче старобългарският език има религиозен характер, за разлика от новобългарския книжовен език, който има светски характер, понеже обслужва равностойно всички области на обществения живот.

## Книжовен език, диалекти, социални говори
Книжовният език се отличава от териториалните диалекти и социалните говори (жаргони) по някои особености, които характеризират неговата представителност и социална престижност:
- Универсалност на функциите, които се проявяват при употребата му във всички сфери на общуването.
- Висока степен на обработеност и богатство на изразни възможности (лексикално и стилово богатство), с които отговаря на изискванията за успешно общуване в многообразната обществена действителност.
- Кодификация на книжовните норми, осигуряваща стабилност в обслужването на държавните институции, социалната и публичната сфера, образованието, науката и средствата за обществено осведомяване.
- Писмени и устни форми / разновидности, които имат смисъла на официален държавен стандарт.[2]

В сравнение с книжовния език, териториалните диалекти и социалните говори имат ограничени функции поради своя местен характер, тоест затвореност и ограниченост в определена територия, и в общуването само в определени езикови общности; използват се предимно в устната реч и не са кодифицирани като езикова норма. За социалните говори е характерно използването на лексикални елементи от книжовния език, от териториалните диалекти и заимстване от чужди езици.
Книжовните и некнижовните форми на езика имат общи черти, с които българският език се отличава от другите славянски езици:
- Липса на падежни форми и на инфинитив (макар че някои от диалектите поддържат падежни остатъци от старобългарския език)
- Наличие на определителен член.
- Аналитично изразяване на степените за сравнение (по-ясен, най-силен, по-добре) и формиране на бъдеще време с частиците „ще“ и „няма“.
- Богата система от глаголни времена.
- Наличие на преизказно наклонение.